# 壁蜑螺
壁蜑螺（学名：Septaria porcellana）是原始腹足目蜑螺科壁蜑螺属的一种。主要分布于印度尼西亚、台湾，常栖息在产于海水可达河川底的石头上、河口。